# Sân vận động Visakha
Sân vận động Visakha, còn được gọi là Sân vận động Prince, là một sân vận động đa năng ở Phnôm Pênh, Campuchia. Sân hiện được sử dụng chủ yếu cho các trận đấu bóng đá. Sân vận động có sức chứa 15.000 người. Đây là sân nhà của câu lạc bộ Visakha thuộc Giải bóng đá Ngoại hạng Campuchia. Sân đã tổ chức các trận đấu môn bóng đá nam của Đại hội Thể thao Đông Nam Á 2023.

## Lịch sử
Sân vận động Visakha được xây dựng vào năm 2017, với sức chứa ban đầu là 7.000 người. Từ năm 2020 đến năm 2021, sân vận động được cải tạo bao gồm xây dựng thêm một khán đài để nâng sức chứa của sân lên 15.000 người.
Vào năm 2023, sân đã thay thế mặt cỏ lá gừng thành cỏ Zoysia để chuẩn bị cho Đại hội Thể thao Đông Nam Á 2023.